# Cleistanthus peninsularis
Cleistanthus peninsularis är en emblikaväxtart som beskrevs av Airy Shaw och Bernard Patrick Matthew Hyland. Cleistanthus peninsularis ingår i släktet Cleistanthus och familjen emblikaväxter. Inga underarter finns listade i Catalogue of Life.